# Hank and Lank: They Take a Rest
Hank and Lank: They Take a Rest è un cortometraggio muto del 1910 diretto da Gilbert M. 'Broncho Billy' Anderson.
Il film è il quinto di una serie di nove che ha come protagonisti i personaggi di "Hank" e "Lank", interpretati da Augustus Carney e Victor Potel. Tutti i film furono girati e distribuiti nel 1910, tranne l'ultimo, Hank and Lank: They Make a Mash, che uscì il 31 gennaio del 1911.

## Produzione
Il film fu prodotto dalla Essanay Film Manufacturing Company. Venne girato a Chicago, città dove la casa di produzione aveva la sua sede principale.

## Distribuzione
Distribuito dalla General Film Company, il film - un cortometraggio di 90,8 metri - uscì nelle sale cinematografiche USA il 26 ottobre 1910. Nelle proiezioni, veniva programmato con il sistema dello split reel, accorpato in un'unica bobina con un altro cortometraggio prodotto dall'Essanay, The Bouquet.